# Bachapča
La Bachapča (in russo Бахапча́?; anche Bochapča) è un fiume dell'estremo oriente russo (oblast' di Magadan), affluente di destra della Kolyma.
Ha origine dal lago Solnečnoe, a un'altitudine di 753 m sul livello del mare, nei rilievi che separano il bacino della Kolyma da quelli dei fiumi diretti al mare di Ochotsk. Scorre in una regione montuosa pressoché disabitata, con direzione mediamente settentrionale, fino a sfociare nella Kolyma da destra, nel suo alto corso (a 1 839 km di distanza dalla sua foce), dopo un corso di 291 chilometri (secondo altre fonti 212), a valle dell'insediamento di Sinegor'e e a 12 km dalla diga della centrale idroelettrica di Kolyma. I suoi maggiori affluenti sono Nerega, Umara, Maltan e Cholotkan dalla destra idrografica, Bol'šoj Mandyčan e Bukėsčėn dalla sinistra.
Il fiume, analogamente a tutti i fiumi del bacino, è gelato in un periodo che va in media da ottobre a fine maggio. Nel bacino non esiste una popolazione permanente.